# Pédrica Saint-Jean
Pédrica Saint-Jean est une femme politique et ministre haïtienne. Elle est nommée par le Premier ministre Alix Didier Fils-Aimé à la tête du ministère à la Condition féminine et aux Droits des femmes le 16 novembre 2024,. Elle succède à Marie-Françoise Suzan.
Elle a été candidate à la députation pour le parti politique Fusion des Sociaux-démocrates. 
Avant d'être nommée ministre, elle a dirigé en tant que coordonnatrice la Ligue Haïtienne des Femmes pour le Renouveau (LIHFER).  
Elle a été blessée par balles dans une attaque armée à Martissant alors qu'elle était dans le véhicule du député Printemps Bélizaire le 6 juillet 2019, recevant deux projectiles dans le corps. Le 6 août 2024, en allant à une réunion du Conseil électoral provisoire pour le recomptage des votes, elle a été attaquée par des personnes en moto, à Puits Blain.   